# Episodi di Street Legal (serie televisiva 1987) (terza stagione)
La terza stagione della serie televisiva Street Legal è stata trasmessa in anteprima in Canada dalla CBC Television tra il 7 ottobre 1988 e il 24 febbraio 1989.
| nº | Titolo originale            | Titolo italiano | Prima TV Canada  | Prima TV Italia |
| -- | --------------------------- | --------------- | ---------------- | --------------- |
| 1  | A Powerful Prison Story     |                 | 7 ottobre 1988   |                 |
| 2  | The Waiting Chair           |                 | 14 ottobre 1988  |                 |
| 3  | Elliot vs. McTavish         |                 | 21 ottobre 1988  |                 |
| 4  | State of Mind               |                 | 28 ottobre 1988  |                 |
| 5  | The Homecoming              |                 | 4 novembre 1988  |                 |
| 6  | Mondo Condo                 |                 | 11 novembre 1988 |                 |
| 7  | Murder by Video             |                 | 18 novembre 1988 |                 |
| 8  | Whose Woods Are These       |                 | 25 novembre 1988 |                 |
| 9  | Act of Silence              |                 | 2 dicembre 1988  |                 |
| 10 | Equal Partners              |                 | 9 dicembre 1988  |                 |
| 11 | Cat and Mouse               |                 | 16 dicembre 1988 |                 |
| 12 | Basketball Story            |                 | 6 gennaio 1989   |                 |
| 13 | Principles                  |                 | 13 gennaio 1989  |                 |
| 14 | Brotherhoods                |                 | 20 gennaio 1989  |                 |
| 15 | Beauties and Beasts         |                 | 27 gennaio 1989  |                 |
| 16 | In Search of a Dream        |                 | 3 febbraio 1989  |                 |
| 17 | Slipping Through the Cracks |                 | 10 febbraio 1989 |                 |
| 18 | Conflict of Interest        |                 | 17 febbraio 1989 |                 |
| 19 | World-Class City            |                 | 24 febbraio 1989 |                 |